# Ance (Pyrénées-Atlantiques)
Ance ist eine ehemalige französische Gemeinde mit zuletzt 230 Einwohnern (Stand 2013) im Département Pyrénées-Atlantiques in der Region Nouvelle-Aquitaine. Die Bewohner werden Ançais genannt.
Mit Wirkung vom 1. Januar 2017 wurden die früheren Gemeinden Ance und Féas zur Commune nouvelle Ance Féas fusioniert.

## Lage
Ance liegt etwa zehn Kilometer südwestlich von Oloron-Sainte-Marie im Vallée de Barétous in der historischen Provinz  Béarn.

## Geschichte
Paul Raymond, Archivar und Historiker des 19. Jahrhunderts, notierte die erstmalige Erwähnung unter dem Namen Ansse im Jahre 1385 anlässlich einer Volkszählung. Es wurden 23 Haushalte gezählt und vermerkt, dass die Siedlung in der Bailliage von Oloron liegt.

### Einwohnerentwicklung
| Jahr      | 1968 | 1975 | 1982 | 1990 | 1999 | 2008 | 2013 |
| --------- | ---- | ---- | ---- | ---- | ---- | ---- | ---- |
| Einwohner | 249  | 244  | 267  | 222  | 204  | 220  | 230  |